# Xian de Dayao
Le xian de Dayao (大姚县 ; pinyin : Dàyáo Xiàn) est un district administratif de la province du Yunnan en Chine. Il est placé sous la juridiction de la préfecture autonome yi de Chuxiong.

## Démographie
La population du district était de 279 412 habitants en 1999.